# Megalofrea humeralis
Megalofrea humeralis là một loài bọ cánh cứng trong họ Cerambycidae.